# Небесные создания
«Небе́сные созда́ния» (англ. Heavenly Creatures) — фильм новозеландского режиссёра Питера Джексона, острая психологическая драма на стыке с жанром фильма ужасов, основанная на обстоятельствах убийства Паркер-Хьюм 22 июня 1954 года, когда Хонора Паркер была убита своей дочерью-подростком Полин Паркер и её близкой подругой Джульет Хьюм.

## Сюжет
Фильм создан по дневникам Полин Паркер, в основе которых лежат подлинные события, случившиеся в новозеландском городе Крайстчерч.
1953 год. В новозеландский городок из Англии приезжает школьница Джульет (Кейт Уинслет), которая сразу же подружилась с одноклассницей Полин, однако их привязанность друг к другу со временем усиливается и переходит в любовь. Мать Полин встревожена поведением дочери и стремится разлучить её с подругой, что и приводит к страшному концу: девушки, опасаясь разлуки, убивают мать Полин и планируют вместе покинуть постылый провинциальный город. Однако это не сбывается, и их помещают под арест.
Во время суда на назойливые вопросы о том, была ли у них сексуальная связь, девушки утверждали, что их отношения были как отношения между ангелами. Приговор был достаточно суровым: длительные сроки заключения, а после освобождения — запрет на личное общение друг с другом.
В реальной жизни Джульет живёт под псевдонимом Энн Перри. Она стала писательницей. Пишет мистику, детективы, фэнтези, живёт со своей матерью в Шотландии. Полин живёт в Англии под именем Хилари Нэтэн и работает учительницей в школе.

## Критика
Критики высоко оценили эту картину, особо отметив режиссёрскую работу и неожиданные метаморфозы, случившиеся в творческой карьере постановщика. Драма была поставлена Питером Джексоном, известным до съёмок этой ленты как мастер фильмов ужасов, до предела насыщенных кровью и густым чёрным юмором «Живая мертвечина», «Плохой вкус».

## В ролях
- Кейт Уинслет — Джульет Хьюм
- Мелани Лински — Полина Паркер
- Сара Пирс — Хонора
- Клайв Меррисон — доктор Генри Хулм
- Саймон О’Коннор — Геберт Риппер
- Дайана Кент — Хильда Хулм

## Награды
- 1994 — Венецианский кинофестиваль — «Серебряный лев»
- 1994 — Кинофестиваль в Торонто — премия «Metro Media Award» режиссёру Питеру Джексону
- 1995 — Международный фестиваль фантастических фильмов в Жерамере — Гран при
- 1995 — Призы киногода Новой Зеландии (New Zealand Film and TV Awards) — режиссёр Питер Джексон, актриса Мелани Лински, зарубежная актриса Кейт Уинслет, актриса, исполнительница роли второго плана Сара Пирс, оператор Алан Болинджер, за вклад в художественную постановку, лучший художник постановщик Грант Мэджор, монтаж Джейми Селкирк, музыка к фильму Питер Дэйсент, саундтрек к фильму Майк Хопкинс (Mike Hopkins), Грег Белл (Greg Bell), Майкл Хедж (Michael Hedge)
- 1996 — Премия «Annual Sony Ericsson Empire Awards» (Великобритания) актрисе Кейт Уинслет
- Номинация на «Оскар» 1995 года за лучший оригинальный сценарий

## Съёмки
- Почти все эпизоды фильма (кроме фантазий девушек) снимались в реальных локациях, так или иначе связанных с этой историей. Закусочная, в которой Хонора в финале фильма съедает свою последнюю в жизни трапезу, была снесена спустя несколько дней после завершения съёмок. Сцена убийства была снята в 100 ярдах от реального места преступления, так как само место преступления показалось Питеру Джексону крайне пугающим — там стояла такая тишина, что он посчитал, что съёмочная группа не сможет работать в такой обстановке.
- На роль Джульет в кастинге участвовало 175 юных актрис[2], выбор пал на 18-летнюю англичанку Кейт Уинслет. Для неё и Мелани Лински фильм стал дебютом на большом экране: Уинслет до этого играла лишь небольшие роли в телефильмах, а у Лински весь актёрский опыт ограничивался игрой на школьной сцене и в местных театрах.

## Прокат в России
В российском лицензионном прокате фильм в полной режиссёрской версии выпущен дистрибьютором «West Video».
- В соответствии с Системой возрастной классификации кинопоказа в России фильм имеет категорию: «Фильм разрешен для показа зрителям, достигшим 16 лет».[источник не указан 3345 дней]
- Другой перевод названия на русском языке (в клубном прокате и кабельном ТВ) — «Божественные создания».[источник не указан 3345 дней]